# 삼성 갤럭시 노트7
삼성 갤럭시 노트7(영어: Samsung Galaxy Note7)은 삼성전자에서 발표한 삼성전자의 패블릿 스마트폰으로, 삼성 갤럭시 노트5의 후속 기종이다.
원래 순서대로라면 삼성 갤럭시 노트6가 맞지만, 삼성전자 측의 발표에 따르면 삼성 갤럭시 S7과의 순서를 맞추기 위해 6을 건너뛰고 7을 사용했다고 한다. 하지만 네티즌들은 아이폰 7과 넘버를 맞춘 것이라고 주장했다. 2016년 미국 현지시각 8월 2일(한국시각 3일) '삼성 언팩'에서 공개, 8월 6일부터 8월 18일까지 예약 판매가 진행되었으며, 동월 19일 정식 출시가 이루어졌다.
그러나 8월 24일부터 삼성 갤럭시 노트7의 폭발 사고가 계속 보고되자 삼성전자는 출시 13일이 되는 9월 2일 리콜을 발표하였다. 하지만 리콜 후에도 계속된 노트 7의 폭발 사고로 인해 삼성전자는 갤럭시 노트 7의 폭발 원인을 배터리 설계 결함으로 해명한 채, 배터리를 ATL사 배터리로 전량 교체했으나 배터리를 교체한 노트 7에서도 폭발이 연거푸 계속되어, 급기야 2016년 10월 11일에 단종되었다. 이로 인해 원래 2017년 상반기 예정이었던 안드로이드 7.0 누가 업데이트 또한 취소되었다.
2017년 5월, 노트7 재판매 가능성이 높아져 관심을 끌고있다. 기존의 노트7에서 배터리 용량을 3200mAh로 줄이고 삼성 갤럭시 S8의 UI와 함께 빅스비 (삼성 갤럭시 S8의 AI 비서 기능으로, 빅스비 비전, 빅스비 보이스, 빅스비 홈, 빅스비 리마인더가 있다.)의 두가지 기능인 빅스비 홈과 리마인더가 추가된 상태로 재판매하는 것이다 (UI와 소프트웨어는 전부 안전 알고리즘을 추가해 새로 만들었다). 이름도 또한 "갤럭시 노트 Fan Edition"으로 바꾸고, 한정판으로 40만대가 국내에서만 출시했다. 또한, 안드로이드 버전을 7.0 (누가)으로 높여 출시했다.
- 노트 시리즈 최초로 IP68의 방수ㆍ방진 기능을 제공하였다.

- 전작보다 개선된 4096단계의 필압을 제공하는 새로운 S펜(Pen)을 탑재했다.

- 삼성전자 스마트폰 최초로 홍채 인식 기능인 Iris를 탑재해, '삼성 녹스(Knox)'와 생체인식을 결합하는 보안 솔루션을 제공한다.

- 홍채 인식을 이용해 로그인이나 인증 서비스가 가능한 '삼성패스' 기능이 사용가능하며, 2016년 9월경부터 삼성페이에서 홍채 인증이 가능하다.

- 개인의 데이터, 애플리케이션을 분리된 공간에서 관리할 수 있는 '보안 폴더' 기능을 제공한다.

- 노트 시리즈 최초로 전면 듀얼 커브드 디스플레이를 채용함과 동시에 상하좌우와 전후면 모두 대칭을 이루는 엣지 디자인을 적용하고, 대화면임에도 한 손으로 편안하게 사용할 수 있는 최적의 그립감을 제공한다고 홍보하였다.

- 갤럭시 노트 시리즈 최초로 AOD(Always on display) 기능을 탑재하였다.

- 2017년 7월 7일 노트7이 '갤럭시 노트 Fan Edition'라는 이름으로 40만대 한정으로 판매가 중단된지 9개월 후에 재출시되었다.

## 소프트웨어
- Android 6.0 마시멜로 (갤럭시 노트7)
- Android 7.0 누가 (갤럭시 노트 FE)
- Android 8.0 오레오 (갤럭시 노트 FE)
- Android 9.0 파이 (갤럭시 노트 FE)

## 디자인 및 하드웨어
전반적인 디자인은 메탈과 유리 소재를 사용하며, 전면 강화 유리에 곡면 글래스가 적용되었고 후면에 엣지 디자인을 적용한 갤럭시 S7 & 갤럭시 S7 엣지와 패밀리룩을 이루고 있다. 전 방향 위아래, 좌우, 앞뒤 모든 각도에서 완벽한 대칭을 이루고 있으며, 이를 위해 전면 엣지 디스플레이와 후면 엣지 디자인과 측면 메탈 프레임 사이의 교차점을 완전히 이어지게 3D 곡면으로 구현했다. 또한, 알루미늄 6000 시리즈를 사용했던 갤럭시 S6 & 갤럭시 S6 엣지와는 달리 알루미늄 7000대 시리즈로 소재를 변경함에 따라 내구성 및 강도 강화를 이루었다. 또한 모바일 디바이스로는 최초로 전면 강화 유리로 고릴라 글래스 5를 적용해 더 높은 내구성을 이루었다. 다만, 후면은 기존과 동일한 고릴라 글래스 4를 사용한다. 기본 색상은 블랙 오닉스, 골드 플래티넘, 실버 티타늄, 블루 코랄으로 총 4종이다.

### AP 및 통신규격
사양은 우선 AP로 삼성 엑시노스 8890과 퀄컴 스냅드래곤 820 MSM8996을 지역에 따라 취사선택해 사용한다. 전자는 Samsung Exynos M1 쿼드코어 CPU와 ARM Cortex-A53 쿼드코어 CPU에 big.LITTLE 솔루션을 적용한 HMP 모드 지원 옥타코어 CPU와 ARM Mali-T880 도데카코어 GPU를 사용한다. 또한, 빅 클러스터의 경우 기본적으로 듀얼코어 2.6 GHz로 작동하다 나머지 두 개의 코어를 걸리는 부하에 따라 추가로 작동한다. 즉, 비동기식 구성에다 Burst 클럭까지 가지고 있는 것이다. 후자는 Qualcomm Kryo 쿼드코어 CPU를 듀얼코어 CPU로 구성된 두 개의 클러스터로 나누어 한 쪽에는 고클럭 세팅으로 빅 클러스터 형태로 만들고 다른 한 쪽에는 저클럭 세팅으로 리틀 클러스터 형태를 만들어 big.LITTLE 솔루션을 모방한다. 그리고 퀄컴 Adreno 530 GPU를 사용한다. 이는 갤럭시 S7 & 갤럭시 S7 엣지와 동일한 AP를 탑재한 것이다.
지원 이동통신의 경우, LTE Cat.12·13, LTE Cat.10 그리고 LTE Cat.9 모델이 있다. 우선, 업로드 속도는 Cat.13이 150 Mbps, Cat.10이 100 Mbps, 그리고 Cat.9가 50 Mbps로 최대 속도가 잡혀있고, 다운로드 속도는 Cat.12가 600 Mbps, Cat.10과 Cat.9가 450 Mbps로 최대 속도가 잡혀져있다. 3 Band 캐리어 어그리게이션의 경우 상황에 따라 추가적으로 지원하며, VoLTE를 지원한다. 또한, 통신 모뎀 솔루션이 모바일 AP에 내장된 최초의 갤럭시 노트 시리즈의 스마트폰이다.

### 메모리
RAM은 LPDDR4 SDRAM 방식이며 4 GB다. 내장 메모리는 UFS 2.0 규격의 낸드 플래시를 사용하며 64 GB 단일 모델이다. 또한, 전작인 갤럭시 노트5에서 삭제되었던 micro SD 카드 슬롯이 부활해 micro SD 카드로 용량 확장이 가능하다. 특히, 256 GB까지 지원한다. 듀얼심 모델의 경우 하이브리드 듀얼심 방식이기 때문에 두 번째 SIM 카드와 micro SD 카드를 동시에 장착할 수 없다.

### 디스플레이
디스플레이는 5.7인치 WQHD 해상도를 지원하며 패널 형식은 엣지 디스플레이 기술이 도입된 Super AMOLED Dual-Edge이다. 픽셀 배열은 다이아몬드 형태 RG-BG 펜타일 서브픽셀 방식을 사용한다. 새로운 AMOLED 디스플레이 기술인 Y-OCTA를 적용하여 터치 센서가 디스플레이에 직접적으로 인쇄되어 디스플레이 패널이 경량화되었다. 또한, 스트리밍 동영상을 볼 때 실시간 HDR 기능이 적용되며 화소 하나 하나의 밝기를 조절 가능한 AMOLED 디스플레이에다 화질 최적화 엔진인 mDNIe 칩셋이 내장되어 화질을 끌어올려준다.

### 배터리
배터리 용량은 내장형 3,200 mAh이다. 이는 갤럭시 S전작인 갤럭시 노트5와 비교할 때 약 500 mAh나 증가한 수치이다. 기본적으로 갤럭시 S7 & 갤럭시 S7 엣지의 배터리 관리 및 절전 관련 기능들이 내장되어 있으나, 디스플레이의 해상도를 Full-HD와 HD 720p로 낮춰 전력 소모를 줄이는 새로운 기능이 추가되었다. 또한, 갤럭시 S7 & 갤럭시 S7 엣지와 마찬가지로 삼성전자 Adaptive fast charging 규격과 퀄컴 퀵 차지 2.0 규격의 고속충전 솔루션과 자기유도 방식의 표준 규격인 Qi 규격과 자기유도 방식이지만 자기공진 방식의 A4WP와 호환성을 강화한 PMA 규격의 무선충전 솔루션 및 고속 무선충전 솔루션을 지원한다.

### 카메라
후면 카메라는 OIS 기술이 적용된 카메라 모듈에 삼성전자 시스템 LSI 사업부 아이소셀 S5K2L1 센서와 소니 엑스모어 IMX260 센서를 혼용하여 1,200만 화소 카메라를 탑재했다. 그리고 AF 트래킹을 지원하고 "Dual Pixel" 기술을 활용한 위상차 검출 AF를 지원한다. 이로 인해 AF 속도가 빨라졌다고 한다. 또한, 센서 크기는 1/2.5인치이며 조리개 밝기는 F/1.7이다. 최대 화소수는 전작인 갤럭시 노트5보다 줄어들었으나 센서 크기가 1/2.6인치에서 커졌고 조리개 밝기도 F/1.9에서 밝아졌으며 센서 비율 역시 16:9 비율에서 4:3 비율로 바뀌어, 카메라 모듈이 돌출되는 기능도 대폭 개선되고 센서 면적도 전작인 갤럭시 노트5보다 약 25%가량 커졌다. 전면 카메라는 삼성전자 시스템 LSI 사업부 아이소셀 S5K4E6 센서의 500만 화소 카메라를 탑재했다. 여기에 디스플레이가 플래시 역할을 하는 '셀피 플래시' 기능이 탑재되었다. 또한, 조리개 밝기는 전작인 갤럭시 노트5의 조리개 밝기인 F/1.9보다 밝아진 F/1.7이다.

### 기타
에어리어 방식의 지문인식 솔루션이 전면 홈 버튼에 탑재되어 있으며 여기에 삼성전자의 스마트폰으로는 최초로 홍채인식 솔루션이 전면 상단부에 탑재되어 있다. 전면 카메라와는 별도로 존재하는 홍채인식 센서를 이용하기 때문에 어두운 환경에서도 잘 작동한다고 한다 그리고 갤럭시 노트 시리즈로는 최초로 방수 방진을 지원한다. 등급은 IP68로, 이는 방진 등급은 최고레벨이지만, 방수 등급은 IPX9K 등급보다 1단계 낮다. 또한, 심장 박동 인식 센서가 전작인 갤럭시 노트5와 동일하게 후면 카메라 모듈 옆에 존재한다. 여기에 USB Type-C를 삼성전자의 스마트폰으로는 최초로 입출력 단자로 사용한다. 특히, 단자 규격의 목표에 맞게 USB 3.1 Gen1을 지원하며 이는 갤럭시 노트3에서 적용되었다 도로 제거된 지 약 2년 4개월 만에 다시 적용된 것이다.
갤럭시 노트 시리즈의 아이덴티티인 S펜의 경우 전작인 갤럭시 노트5보다 나아진 4096 레벨의 필압과 와콤에서도 상위 기종에서 지원하는 펜의 기울기에 따라 선 굵기가 바뀌는 기술인 틸트 인식을 지원한다. 특히, 4096 레벨의 필압은 와콤에서도 출시된 적이 없는 것으로, 삼성전자가 와콤의 대주주이기에 가능했던 것으로 추정되고 있다 여기에 S펜에도 방수 방진 설계가 적용되어 수중에서도 S펜 관련 기능이 정상 작동한다. 또한, 업그레이드 된 스마트 셀렉트 기능으로 동영상의 원하는 부분을 GIF 파일로 바로 저장할 수도 있고 SNS에 바로 업로드할 수 있다. 이밖에도 디스플레이 가까이에 S펜을 가져가면 글자가 확대되는 돋보기 기능도 제공한다. 뿐만 아니라 웹이나 이미지에 들어있는 외국어 단어에 S펜을 가까이 가져가면 구글 번역과 연동되어 원하는 언어로 번역해 준다. 그리고 기존 S펜은 펜 촉의 두께가 1.6 mm였으나 경량화가 이루어져서 0.7 mm로 얇아졌다. 여기에 붓 펜 모드를 이용하면 실제 종이에 두 가지 색을 섞어서 사용할 때와 같은 효과가 추가되었다. 그리고, 전작인 갤럭시 노트5에서 문제가 된 S펜 역방향 삽입을 방지하기 위한 설계가 적용되었다. == 노트FE ==

## 기능
- 삼성 페이

- 삼성 Knox

- S펜 방수방진 수중에서도 홍채인식과 검색이 가능하다. 물속에서 스노클 쓰고 검색 및 사용이 충분히 가능한 수준이다.

- 삼성 노트 기존의 액션 메모, S노트, 메모, 스크랩북을 통합한 애플리케이션이다.

- 삼성 패스 생체 인식 기술인 홍채인식 솔루션과 지문인식 솔루션을 이용해 모바일뱅킹에서 공인인증서 등을 대체하게 해주는 보안 솔루션이다.

- 삼성 클라우드 클라우드 기반 스토리지 서비스이며, 기본 15 GB를 제공한다. 이후, 기존 기기에도 확대 적용되고 있다.

- 보안 폴더

- 방수 방진

- 갤럭시 게임 팩 - 갤럭시 S7 & 갤럭시 S7 엣지 당시에 공개된 45개의 유료게임에서 11개가 늘어난 56개의 유료게임을 무료로 제공한다. 갤럭시 앱스에서 다운로드 가능하다.

## 색상
- 블루 코랄
- 골드 플래티넘
- 실버 티타늄
- 블랙 오닉스

## 경쟁 기종
- 아이폰 7 플러스
- LG V20

## 사건·사고

### 배터리 폭발 사고
내부 기판에서 폭발 사고가 연달아 일어났다. 최초에는 비정품 충전기를 사용하여 충전하던 중으로 한정되었으나 정품 및 인증받은 충전기를 사용할 때와 단순 사용 중에도 폭발한 사례가 보고되어 기기 결함이 의심되고 있다. 삼성전자는 결함을 9월 1일까지 인정하지 않고 있으나, 물량 출하를 중단하고 구미공장에 임원진들을 집결하여 전수조사를 벌였다.
급속 충전기의 특성상 높은 전류(리튬 이온 이차전) 를사용하여 스마트폰을 충전하기 때문에 폭발의 위험성이 높으므로, 충전기의 정격 출력 전류를 확인하여 정품충전기보다 더 낮은 전류를 사용하여 충전하는 비공식 임시방편책이 알려졌다.
이에 삼성전자는 배터리 결함이 발견된 갤럭시 노트7 전량(250만대)을 리콜하기로 했으며, 이러한 논란에 의해 현재 일부 국가의 항공사들은 수하물 위탁 금지, 기내 사용 금지, 기내 충전 금지 및 기내 반입 금지 조치를 취하고 있다. 또한 중화인민공화국의 일부 항공사는 기내 반입을 금지했다.
그리고 미국은 이에 사용 중단을 촉구했으며 삼성전자에 공식 리콜을 신청했다. 이 사고로 인해 삼성전자는 큰 피해를 입을 것으로 예상된다. 이로 인해 여러 나라에서 판매를 중단하였으며, 10월 11일 갤럭시 노트7은 출시된지 53일만에 결국 단종되었다. 이로 인해 '폭탄'이라는 오명도 가지게 되었다. 이후 삼성전자는 노트7에 소프트웨어 업데이트(OTA)로 계속 배터리 충전량을 제한하며 노트7 제품을 전량 회수하였고 이후 삼성전자는 문제가 나타나지 않은 노트7 제품을 기반으로 배터리를 줄이고 안전성을 높인 갤럭시 노트 FE(갤럭시 노트 Fan Edition)를 출시 하게 된다.

## 노트7 지금은?
사용할 수 없다.
가장 큰 원인은 당시 최신 안드로이드 버전이었던 누가 이후로 한번 더 삼성이 배포한 업데이트를 하면 기기가 충전기를 인식하지 못한다. 삼성은 노트 7의 충전기 인식을 불가능하게 만드는 업데이트로 노트 7의 폭발 위험성을 완전히 없애 버렸다. 그러므로 노트 7을 사용할 수 없는 것이다.

## 이전 모델
삼성 갤럭시 노트7의 직전 모델 시리즈는 삼성 갤럭시 노트5로 알려져있다. 삼성 갤럭시 노트5등 이전 시리즈에서 채용한 플랫 스크린대신 삼성 갤럭시 노트 7과 이후 후속모델은 엣지 스크린으로 잘 알려진 양옆 테두리가 곡면 처리된 스크린을 가지고있다.

## 노트FE (Fan Edition)
삼성에서 노트7에 사용하지 않은 부품을 사용해 다시 출시한 모델이다. 여러 네티즌들이 리퍼비시 모델이라 평가했지만, 삼성측은 리퍼비시 모델이 아니라고 반박했다. 노트 FE가 나온 후, 삼성의 새로운 기기 출시 후 사양을 다운그레이드해서 FE로 만드는 경우가 종종 있다.